# Liste der Staatsoberhäupter 1946
Übersicht
◄◄ | ◄ | 1942 | 1943 | 1944 | 1945 | Liste der Staatsoberhäupter 1946 | 1947 | 1948 | 1949 | 1950 | ► | ►►

Weitere Ereignisse

## Afrika
- Ägypten
  - Staatsoberhaupt: König Faruq (1936–1952)
  - Regierungschef:
    - Ministerpräsident Mahmud an-Nukraschi Pascha (1945–17. Februar 1946, 1946–1948)
    - Ministerpräsident Ismail Sidqi Pascha (1930–1933, 17. Februar 1946–9. Dezember 1946)
    - Ministerpräsident  Mahmud an-Nukraschi Pascha (1945–1946, 9. Dezember 1946–1948)

- Äthiopien
  - Staatsoberhaupt: Kaiser Haile Selassie (1930–1974) (1916–1930 Regent, 1936–1941 im Exil)
  - Regierungschef: Ministerpräsident Makonnen Endelkachew (1943–1957)

- Liberia
  - Staats- und Regierungschef: Präsident William S. Tubman (1944–1971)

- Südafrika
  - Staatsoberhaupt: König Georg VI. (1936–1952)
    - Generalgouverneur:
      - Nicolaas Jacobus de Wet (1943–1. Januar 1946) (kommissarisch)
      - Gideon Brand van Zyl (1. Januar 1946–1951)

  - Regierungschef: Ministerpräsident Jan Smuts (1919–1924, 1939–1948)

## Amerika

### Nordamerika
- Kanada
  - Staatsoberhaupt: König Georg VI. (1936–1952)
    - Generalgouverneur:
      - Alexander Cambridge, 1. Earl of Athlone (1940–12. April 1946) (1924–1931 Generalgouverneur von Südafrika)
      - Harold Alexander, 1. Viscount Alexander of Tunis (12. April 1946–1952)

  - Regierungschef: Premierminister William Lyon Mackenzie King (1921–1926, 1926–1930, 1935–1948)

- Mexiko
  - Staats- und Regierungschef:
    - Präsident Manuel Ávila Camacho (1940–30. November 1946)
    - Präsident Miguel Alemán Valdés (1. Dezember 1946–1952)

- Vereinigte Staaten von Amerika
  - Staats- und Regierungschef: Präsident Harry S. Truman (1945–1953)

### Mittelamerika
- Costa Rica
  - Staats- und Regierungschef: Präsident Teodoro Picado Michalski (1944–1948)

- Dominikanische Republik
  - Staats- und Regierungschef: Präsident Rafael Trujillo (1930–1938, 1942–1952)

- El Salvador
  - Staats- und Regierungschef: Präsident Salvador Castaneda Castro (1945–1948)

- Guatemala
  - Staats- und Regierungschef: Präsident Juan José Arévalo (1945–1951)

- Haiti
  - Staats- und Regierungschef:
    - Präsident Élie Lescot (1941–11. Januar 1946)
    - Vorsitzender des militärischen Exekutivrats Franck Lavaud (11. Januar 1946–16. August 1946, 1950)
    - Präsident Dumarsais Estimé (16. August 1946–1950)

- Honduras
  - Staats- und Regierungschef: Präsident Tiburcio Carías Andino (1933–1949)

- Kuba
  - Staatsoberhaupt: Präsident Ramón Grau San Martín (1933–1934, 1944–1948)
  - Regierungschef: Ministerpräsident Carlos Prío Socarrás (1945–1947) (1948–1952 Präsident)

- Nicaragua
  - Staats- und Regierungschef: Präsident Anastasio Somoza García (1937–1947, 1950–1956)

- Panama
  - Staats- und Regierungschef: Präsident Enrique Adolfo Jiménez Brin (1945–1948)

### Südamerika
- Argentinien
  - Staats- und Regierungschef:
    - Präsident Edelmiro Julián Farrell (1944–4. Juni 1946)
    - Präsident Juan Perón (4. Juni 1946–1955, 1973–1974)

- Bolivien
  - Staats- und Regierungschef:
    - Präsident Gualberto Villarroel López (1943–21. Juli 1946)
    - Präsident Néstor Guillén (21. Juli 1946–15. August 1946)
    - Tomás Monje Gutiérrez (15. August 1946–1947)

- Brasilien
  - Staats- und Regierungschef:
    - Präsident José Linhares (1945–31. Januar 1946)
    - Präsident Eurico Gaspar Dutra (31. Januar 1946–1951)

- Chile
  - Staats- und Regierungschef:
    - Präsident Juan Antonio Ríos Morales (1942–27. Juni 1946)
    - Präsident Alfredo Duhalde Vásquez (17. Januar 1946–17. Oktober 1946) (bis 27. Juni 1946 kommissarisch)
    - Präsident Vicente Merino Bielich (3. August 1946–17. Oktober 1946)
    - Präsident Juan Antonio Iribarren Cabezas (17. Oktober 1946–3. November 1946) (kommissarisch)
    - Präsident Gabriel González Videla (3. November 1946–1952)

- Ecuador
  - Staats- und Regierungschef: Präsident José María Velasco Ibarra (1934–1935, 1944–1947, 1952–1956, 1960–1961, 1968–1972)

- Kolumbien
  - Staats- und Regierungschef:
    - Präsident Alberto Lleras Camargo (1945–7. August 1946, 1958–1962) (kommissarisch)
    - Präsident Mariano Ospina Pérez (7. August 1946–1950)

- Paraguay
  - Staats- und Regierungschef: Präsident Higinio Morínigo (1940–1948) (bis 1943 kommissarisch)

- Peru
  - Staatsoberhaupt: Präsident José Luis Bustamante y Rivero (1945–1948)
  - Regierungschef:
    - Premierminister Enrique García Sayan (1945–31. Januar 1946)
    - Premierminister Julio Ernesto Portugal (31. Januar 1946–1947)

- Uruguay
  - Staats- und Regierungschef: Präsident Juan José de Amézaga (1943–1947)

- Venezuela
  - Staats- und Regierungschef: Präsident Rómulo Betancourt (1945–1948, 1959–1964)

## Asien

### Ost-, Süd- und Südostasien
- Bhutan
  - Herrscher: König Jigme Wangchuk (1926–1952)

- China
  - Staatsoberhaupt: Vorsitzender der Nationalregierung Chiang Kai-shek (1943–1948)
  - Regierungschef: Vorsitzender des Exekutiv-Yuans T. V. Soong (1945–1947)

- Britisch-Indien
  - Kaiser: Georg VI. (1936–1947)
  - Vizekönig: Archibald Wavell (1943–1947)

- Japan
  - Staatsoberhaupt: Kaiser Hirohito (1926–1989)
  - Regierungschef:
    - Premierminister Shidehara Kijūrō (1945–22. Mai 1946)
    - Premierminister Yoshida Shigeru (22. Mai 1946–1947)

- Nepal
  - Staatsoberhaupt: König Tribhuvan (1911–1955)
  - Regierungschef: Ministerpräsident Padma Shamsher Jang Bahadur Rana (1945–1948)

- Siam (heute: Thailand)
  - Staatsoberhaupt:
    - König Ananda Mahidol (1935–9. Juni 1946)
    - König Bhumibol Adulyadej (9. Juni 1946–2016)

  - Regierungschef:
    - Ministerpräsident Major Kuang Abhayawongse (31. Januar–24. März 1946)
    - Ministerpräsident Pridi Banomyong (24. März–23. August 1946)
    - Ministerpräsident Konteradmiral Thawal Thamrong Navaswadhi (23. August 1946–1947)

### Vorderasien
- Irak
  - Staatsoberhaupt: König Faisal II. (1939–1958)
  - Regierungschef:
    - Ministerpräsident Hamdi al-Patschatschi (1944–1946)
    - Ministerpräsident Tawfiq as-Suwaidi (23. Februar–31. Mai 1946)
    - Ministerpräsident Arschad al-Omari (4. Juni–14. Dezember 1946)
    - Ministerpräsident Nuri as-Said (21. November 1946–1947)

- Iran
  - Staatsoberhaupt: Schah Mohammad Reza Pahlavi (1941–1979)
  - Regierungschef:
    - Ministerpräsident Ebrahim Hakimi (1945–1946)
    - Ministerpräsident Ghavam os-Saltaneh (27. Januar 1946–1948)

- Jemen
  - Herrscher: König Yahya bin Muhammad (1918–1948)

- Saudi-Arabien
  - Staatsoberhaupt und Regierungschef: König Abd al-Aziz ibn Saud (1932–1953)

- Transjordanien/Jordanien
  - Herrscher: König Abdallah ibn Husain I. (1921–1951)

### Zentralasien
- Afghanistan
  - Staatsoberhaupt: König Mohammed Sahir Schah (1933–1973)
  - Regierungschef:
    - Ministerpräsident Sardar Mohammad Haschim Khan (1929–1946)
    - Ministerpräsident Sardar Schah Mahmud Khan (Mai 1946–1953)

- Mongolei
  - Staatsoberhaupt: Vorsitzender des Großen Staats-Churals Gontschigiin Bumtsend (1940–1953)
  - Regierungschef: Vorsitzender des Ministerrates Chorloogiin Tschoibalsan (1939–1952)

- Tibet (umstritten)
  - Herrscher: Dalai Lama Tendzin Gyatsho (1935–1951)

## Australien und Ozeanien
- Australien
  - Staatsoberhaupt: König Georg VI. (1936–1952)
  - Generalgouverneur: Prinz Heinrich Wilhelm (1945–1947)
  - Regierungschef: Premierminister Ben Chifley (1945–1949)

- Neuseeland
  - Staatsoberhaupt: König Georg VI. (1936–1952)
  - Generalgouverneur:
    - Marschall Baron Cyril Newall (1941–19. April 1946)
    - Generalleutnant Bernard Freyberg (17. Juni 1946–1952)

  - Regierungschef: Premierminister Peter Fraser (1940–1949)

## Europa
- Albanien
  - Parteichef: Sekretär des ZK Enver Hoxha (1941–1985) (1944–1954 Ministerpräsident)
  - Staatsoberhaupt: Vorsitzender des Präsidiums der Volksversammlung Omer Nishani (1944–1953)
  - Regierungschef: Ministerpräsident Enver Hoxha (1944–1954) (1941–1985 Parteichef)

- Andorra
  - Co-Fürsten:
    - Staatspräsident von Frankreich:
      - Charles de Gaulle (1944–1946)
      - Félix Gouin (1946)
      - Georges Bidault (1946–1947)

    - Bischof von Urgell: Ramon Iglésias Navarri (1940–1969)

- Belgien
  - Staatsoberhaupt: König Leopold III. (1934–1951) (1940–1945 in deutscher Gefangenschaft, 1945–1950 im Schweizer Exil)
    - Regent: Prinz Karl (1944–1950)

  - Regierungschef:
    - Ministerpräsident Achille Van Acker (1945–13. März 1946, 1946)
    - Ministerpräsident Paul-Henri Spaak (1938–1939, 13. März 1946–31. März 1946, 1947–1949)
    - Ministerpräsident Achille Van Acker (1945–1946, 31. März 1946–3. August 1946)
    - Ministerpräsident Camille Huysmans (3. August 1946–1947)

- Bulgarien
  - Staatsoberhaupt:
    - Zar Simeon II. (1943–15. September 1946) (2001–2005 Ministerpräsident)
    - Vorsitzender des Präsidiums der Nationalversammlung Wassil Kolarow (15. September 1946–1947)

  - Regierungschef:
    - Ministerpräsident Kimon Georgiew (1934–1935, 1944–22. November 1946)
    - Vorsitzender des Ministerrats Georgi Dimitrow (23. November 1946–1949) (1948–1949 Parteichef)

- Dänemark
  - Staatsoberhaupt: König Christian X. (1912–1947) (1918–1944 König von Island)
  - Regierungschef: Ministerpräsident Knud Kristensen (1945–1947)

- Deutschland (besetzt)
  - Militärgouverneure:
    - Amerikanische Besatzungszone: General Joseph T. McNarney (1945–1947)
    - Britische Besatzungszone: Feldmarschall Bernard Montgomery (1945–1946), Luftmarschall Sholto Douglas (1946–1947)
    - Französische Besatzungszone: General Marie-Pierre Kœnig (1945–1949)
    - Sowjetische Besatzungszone: Marschall Georgi Schukow (1945–9. Juni 1946), Marschall Wassili Sokolowski (1946–1949)

- Finnland
  - Staatsoberhaupt:
    - Präsident Carl Gustaf Emil Mannerheim (1944–11. März 1946)
    - Präsident Juho Kusti Paasikivi (11. März 1946–1956) (1918, 1944–1946 Ministerpräsident)

  - Regierungschef:
    - Ministerpräsident Juho Kusti Paasikivi (1918, 1944–26. März 1946) (1946–1956 Präsident)
    - Ministerpräsident Mauno Pekkala (26. März 1946–1948)

- Frankreich
  - Staats- und Regierungschef:
    - Präsident der Provisorischen Regierung der Französischen Republik Charles de Gaulle (1944–26. Januar 1946) (1959–1969 Präsident; 1958–1959 Ministerpräsident)
    - Präsident der Provisorischen Regierung der Französischen Republik Félix Gouin (26. Januar 1946–24. Juni 1946)
    - Präsident der Provisorischen Regierung der Französischen Republik Georges Bidault (24. Juni 1946–16. Dezember 1946) (1949–1950 Premierminister)
    - Präsident der Provisorischen Regierung der Französischen Republik Léon Blum (16. Dezember 1946–1947) (1936–1937, 1938 Präsident des Ministerrats)

- Griechenland
  - Staatsoberhaupt: König Georg II. (1922–1924, 1935–1947) (1941–1946 im Exil)
    - Regent Damaskinos Papandreou (1944–27. September 1946) (1945 Ministerpräsident)

  - Regierungschef: Ministerpräsident Themistoklis Sofoulis (1924, 1945–4. April 1946, 1947–1949)
    - Ministerpräsident Panagiotis Poulitsas (4. April 1946–18. April 1946)
    - Ministerpräsident Konstantinos Tsaldaris (18. April 1946–1947, 1947)

- Irland
  - Staatsoberhaupt: Präsident Seán Ó Ceallaigh (1945–1959)
  - Regierungschef: Taoiseach Éamon de Valera (1932–1948, 1951–1954, 1957–1959) (1959–1973 Präsident)

- Island
  - Staatsoberhaupt: Präsident Sveinn Björnsson (1944–1952)
  - Regierungschef: Ministerpräsident Ólafur Thors (1944–1947, 1949–1950, 1953–1956, 1959–1963)

- Italien (seit 18. Juni 1946 Republik)
  - Staatsoberhaupt:
    - König Viktor Emanuel III. (1900–9. Mai 1946)
    - König Umberto II. (9. Mai 1946–18. Juni 1946)
    - Präsident Alcide De Gasperi (18. Juni 1946–1. Juli 1946) (kommissarisch) (1945–1953 Ministerpräsident)
    - Präsident Enrico De Nicola (1. Juli 1946–1948) (bis 1948 kommissarisch)

  - Regierungschef: Ministerpräsident Alcide De Gasperi (1945–1953) (1946 Staatsoberhaupt)

- Jugoslawien
  - Staatsoberhaupt: Präsident Ivan Ribar (1945–1953)
  - Regierungschef: Ministerpräsident Josip Broz Tito (1945–1963) (1953–1980 Präsident)

- Liechtenstein
  - Staatsoberhaupt: Fürst Franz Josef II. (1938–1989)
  - Regierungschef Alexander Frick (1945–1962)

- Luxemburg
  - Staatsoberhaupt: Großherzogin Charlotte (1919–1964)
  - Regierungschef: Staatsminister Pierre Dupong (1937–1953)

- Monaco
  - Staatsoberhaupt: Fürst Louis II. (1922–1949)
  - Regierungschef: Staatsminister Pierre de Witasse (1944–1948)

- Niederlande
  - Staatsoberhaupt: Königin Wilhelmina (1890–1948)
  - Regierungschef:
    - Ministerpräsident Willem Schermerhorn (1945–3. Juli 1946)
    - Ministerpräsident Louis Beel (3. Juli 1946–1948, 1958–1959)

- Norwegen
  - Staatsoberhaupt: König Haakon VII. (1906–1957)
  - Regierungschef: Ministerpräsident Einar Gerhardsen (1945–1951, 1955–1963, 1963–1965)

- Österreich (besetzt)
  - Staatsoberhaupt: Bundespräsident Karl Renner (1945–1950)
  - Regierungschef: Bundeskanzler Leopold Figl (1945–1953)

- Polen
  - Staatsoberhaupt: Präsident Bolesław Bierut (1944–1952) (bis 4. Februar 1947 Präsident des Landesnationalrates, 1952–1954 Ministerpräsident, 1948–1954 Parteichef)
  - Regierungschef:

Ministerpräsident Edward Osóbka-Morawski (1944–1947)
- Portugal
  - Staatsoberhaupt: Präsident Óscar Carmona (1925–1951)
  - Regierungschef: Ministerpräsident António de Oliveira Salazar (1932–1968)

- Rumänien
  - Staatsoberhaupt: König Michael I. (1940–1947)
  - Regierungschef: Ministerpräsident Petru Groza (1945–1952)

- San Marino
  - Capitani Reggenti:
    - Ferruccio Martelli (1914, 1918, 1945–1. April 1946, 1949) und Secondo Fiorini (1945–1. April 1946, 1954)
    - Giuseppe Forcellini (1. April 1946–1. Oktober 1946, 1950, 1954, 1959–1960) und Vincenzo Pedini (1. April 1946–1. Oktober 1946, 1949–1950, 1953)
    - Filippo Martelli (1. Oktober 1946–1947) und Luigi Montironi (1. Oktober 1946–1947, 1950–1951, 1954–1955)

  - Regierungschef: Außenminister Gino Giancomini (1945–1957)

- Schweden
  - Staatsoberhaupt: König Gustav V. (1907–1950)
  - Regierungschef:
    - Ministerpräsident Per Albin Hansson (1936–6. Oktober 1946)
    - Ministerpräsident Tage Erlander (11. Oktober 1946–1969)

- Schweiz[1]
  - Bundespräsident: Karl Kobelt (1946, 1952)
  - Bundesrat:
    - Philipp Etter (1934–1959)
    - Enrico Celio (1940–1950)
    - Walther Stampfli (1940–1947)
    - Karl Kobelt (1941–1954)
    - Eduard von Steiger (1941–1951)
    - Ernst Nobs (1944–1951)
    - Max Petitpierre (1945–1951)

- Sowjetunion
  - Parteichef: Generalsekretär der KPdSU Josef Stalin (1922–1953)
  - Staatsoberhaupt: Vorsitzender des Präsidiums des obersten Sowjets Nikolai Schwernik (1946–1953)
  - Regierungschef: Vorsitzender des Ministerrats Josef Stalin (1941–1953)

- Spanien
  - Staats- und Regierungschef: Caudillo Francisco Franco (1939–1975)

- Tschechoslowakei
  - Staatsoberhaupt: Präsident Edvard Beneš (1935–1938, 1945–1948) (1921–1922 Ministerpräsident)
  - Regierungschef:
    - Ministerpräsident Zdeněk Fierlinger (1945–2. Juli 1946)
    - Ministerpräsident Klement Gottwald (2. Juli 1946–1948) (1948–1953 Präsident, 1929–1953 Vorsitzender der KPČ)

- Türkei
  - Staatsoberhaupt: Präsident İsmet İnönü (1938–1950)
  - Regierungschef:
    - Ministerpräsident Şükrü Saracoğlu (1942–7. August 1946)
    - Ministerpräsident Mehmet Recep Peker (7. August 1946–1947)

- Ungarn
  - Staatsoberhaupt: Präsident Zoltán Tildy (2. Februar 1946–1948)
  - Regierungschef:
    - Ministerpräsident Zoltán Tildy (1945–1. Februar 1946)
    - Ministerpräsident Mátyás Rákosi (1. Februar–4. Februar 1946)
    - Ministerpräsident Ferenc Nagy (4. Februar 1946–1947)

- Vatikanstadt
  - Staatsoberhaupt: Papst Pius XII. (1939–1958)

- Vereinigtes Königreich
  - Staatsoberhaupt: König Georg VI. (1936–1952)
  - Regierungschef: Premierminister Clement Attlee (1945–1951)